# Collegium im. Cieszkowskich w Poznaniu

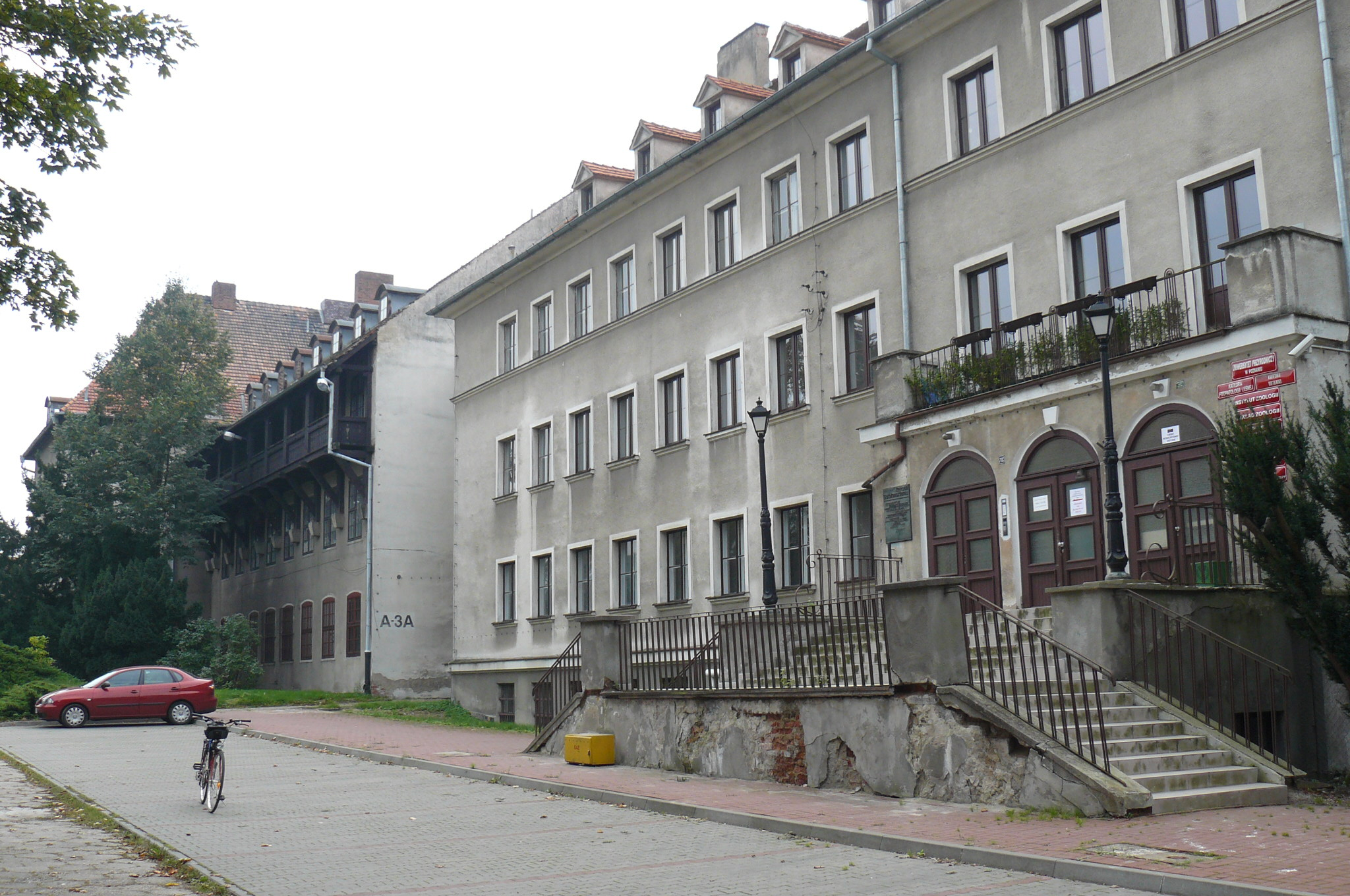
Instytut Zoologii

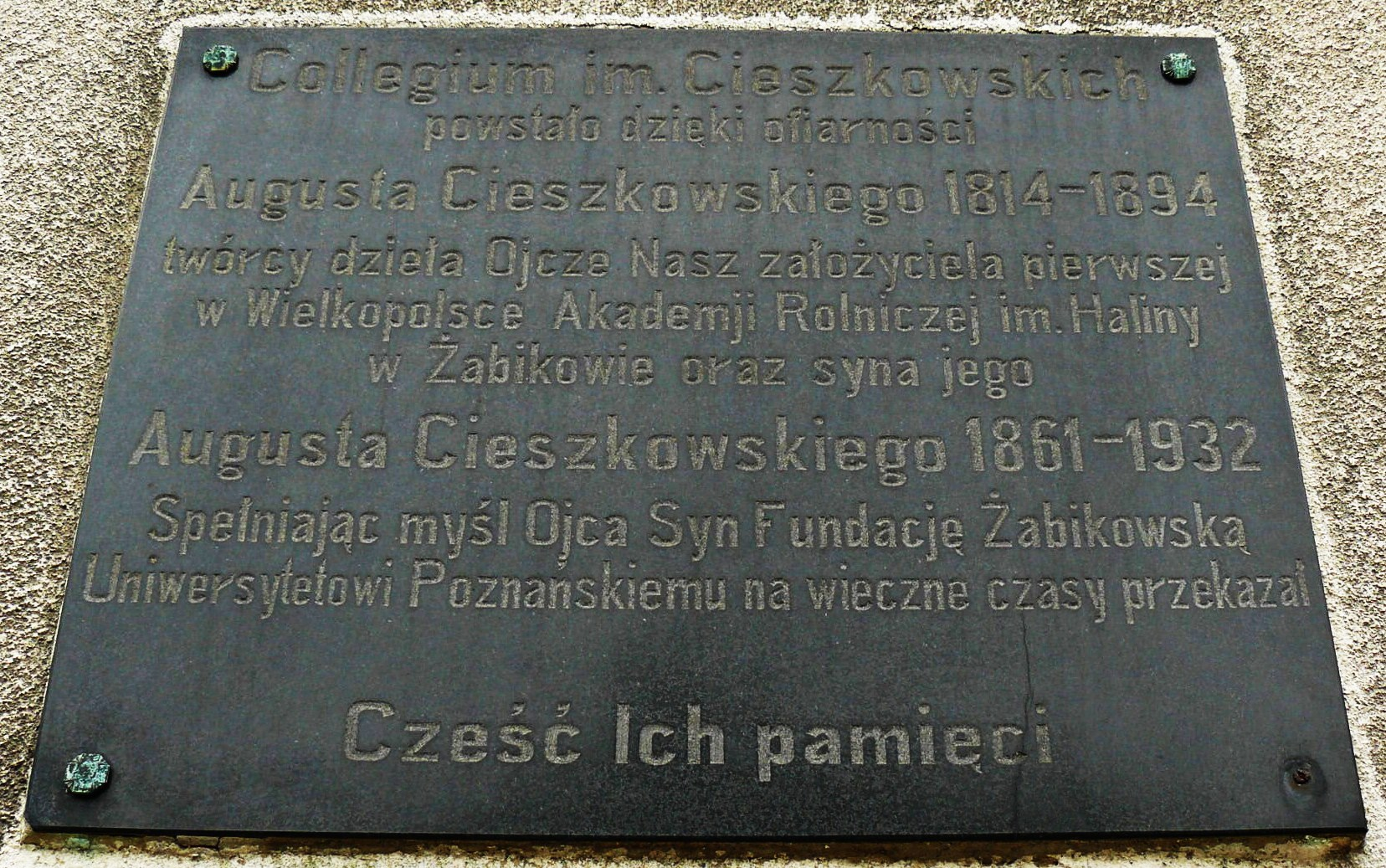
Tablica Cieszkowskich

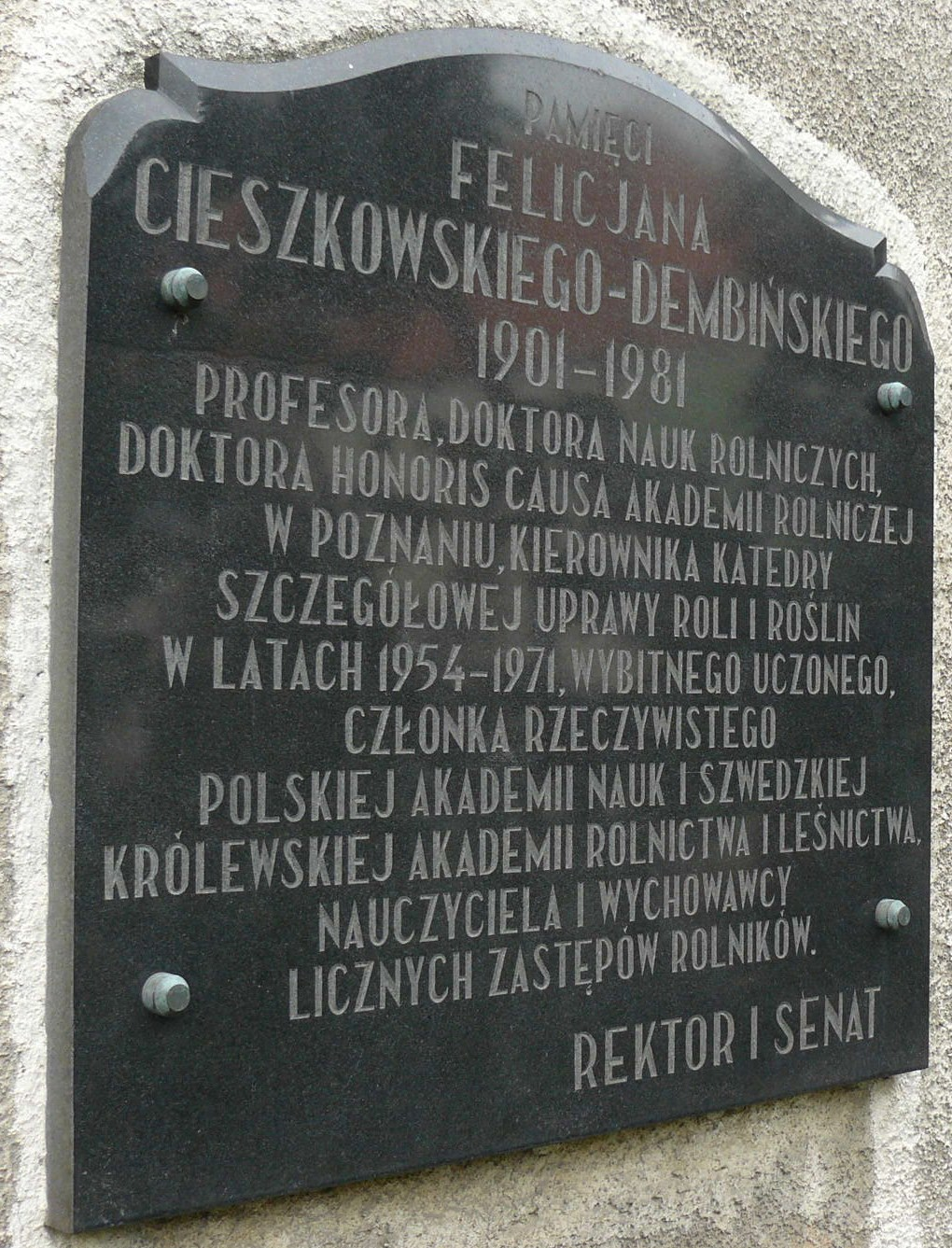
Tablica Cieszkowskiego-Dembińskiego

Collegium im. Cieszkowskich w Poznaniu – jeden z gmachów dydaktycznych Uniwersytetu Przyrodniczego w Poznaniu, zlokalizowany na Golęcinie, przy ul. Wojska Polskiego 71c.

## Historia
Obiekt powstał w 1937, z funduszy, które August Adolf Cieszkowski zapisał ówczesnemu Uniwersytetowi Poznańskiemu, a pochodzącym z parcelacji swojego majątku w Żabikowie. Ostatecznie zespół budynków ukończono w 1945.

## Katedry
W budynku mieszczą się:
- Katedra Łowiectwa i Ochrony Lasu,
- Katedra Urządzania Lasu,
- Katedra Entomologii Leśnej,
- Katedra Ekonomiki Leśnictwa,
- Katedra Użytkowania Lasu,
- Katedra Techniki Leśnej,
- Katedra Inżynierii Leśnej,
- Katedra Genetyki i Hodowli Roślin,
- Katedra Fitopatologii Leśnej,
- Katedra Botaniki,
- Instytut Zoologii.

## Tablice
Na gmachu umieszczono następujące tablice pamiątkowe:
- ku czci prof. Felicjana Cieszkowskiego-Dembińskiego (1901-1981), znawcy nauk rolniczych,
- ku czci Augusta Cieszkowskiego (1814-1894) i jego syna Augusta Adolfa Cieszkowskiego (1861-1932), fundatorów i dobroczyńców poznańskiej nauki rolnej.

Ponadto przed gmachem stoją: pomnik Józefa Rivolego i kamień Bohdana Kiełczewskiego.